# غارانيونز
غارانيونز هي بلدية في البرازيل، تتبع بيرنامبوكو، بلغ عدد سكانها 117٬749  نسمة، في 2000، تبلغ مساحتها 458٫552 كيلومتر مربع.

## أعلام
- خوسيه كزافييه كوستا